# Chibchas
 (16 août 2013).
Les Chibchas ou Tchibtchas ou Muiscas sont une communauté précolombienne de l'actuelle Colombie, mais aussi au Panama et au Costa Rica précolombiens, vivant essentiellement autour de l'actuelle Bogota, conquise en 1536 par le conquistador Gonzalo Jiménez de Quesada, à la recherche de l'Eldorado.

## Activités

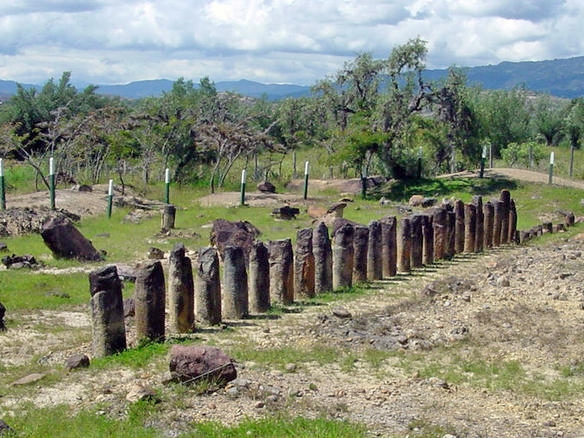
Vestiges d'un temple muisca à Villa de Leyva en Colombie.

Les Chibchas n'avaient pas une structure sociale aussi complexe que celle des Aztèques ou des Incas.
Ils vivaient du maïs et de la pomme de terre, fabriquaient des tissus de coton, de la céramique et surtout de remarquables objets en or utilisés comme offrandes aux divinités.
Ils exploitaient aussi des mines de sel et d'émeraudes, qu'ils utilisaient comme monnaie d'échange.

## Religion
Les Chibchas adorent Bochica, un dieu de la mythologie chibcha, père de la civilisation et descendant du dieu soleil Súa. Leur religion est assez semblable à celle des autres peuples précolombiens. Les sacrifices et offrandes à leurs dieux consistaient principalement en des tunjos (en) (petite figurine anthropomorphe en or, argent ou cuivre), en libations d'eau, en sacrifices d'animaux (surtout d'oiseaux, dont la tête était enlevée et posée pour décorer le temple et le sang versé dans celui-ci), et en  sacrifices humains mais uniquement à deux conditions :
- Si après un combat ils prenaient comme prisonnier un homme, qu'on pensait être vierge, celui-ci était envoyé dans le temple et sacrifié dans une ambiance de chants et d'applaudissements.
- Le seul autre sacrifice humain autorisé est celui des moxas ou mojas . Ces derniers étaient des enfants achetés à un très haut prix (puisqu'ils croyaient qu'ils pouvaient parler au Soleil) à l'extérieur du territoire Muisca et chaque cacique en avait un ou deux. Ils étaient achetés quand ils avaient sept ou huit ans et sacrifiés pendant leur puberté. Cependant, si le moxa avait eu des relations sexuelles, il est laissé en liberté puisqu'on considérait que son sang perdait toute sa valeur.

### Fédération Muisca

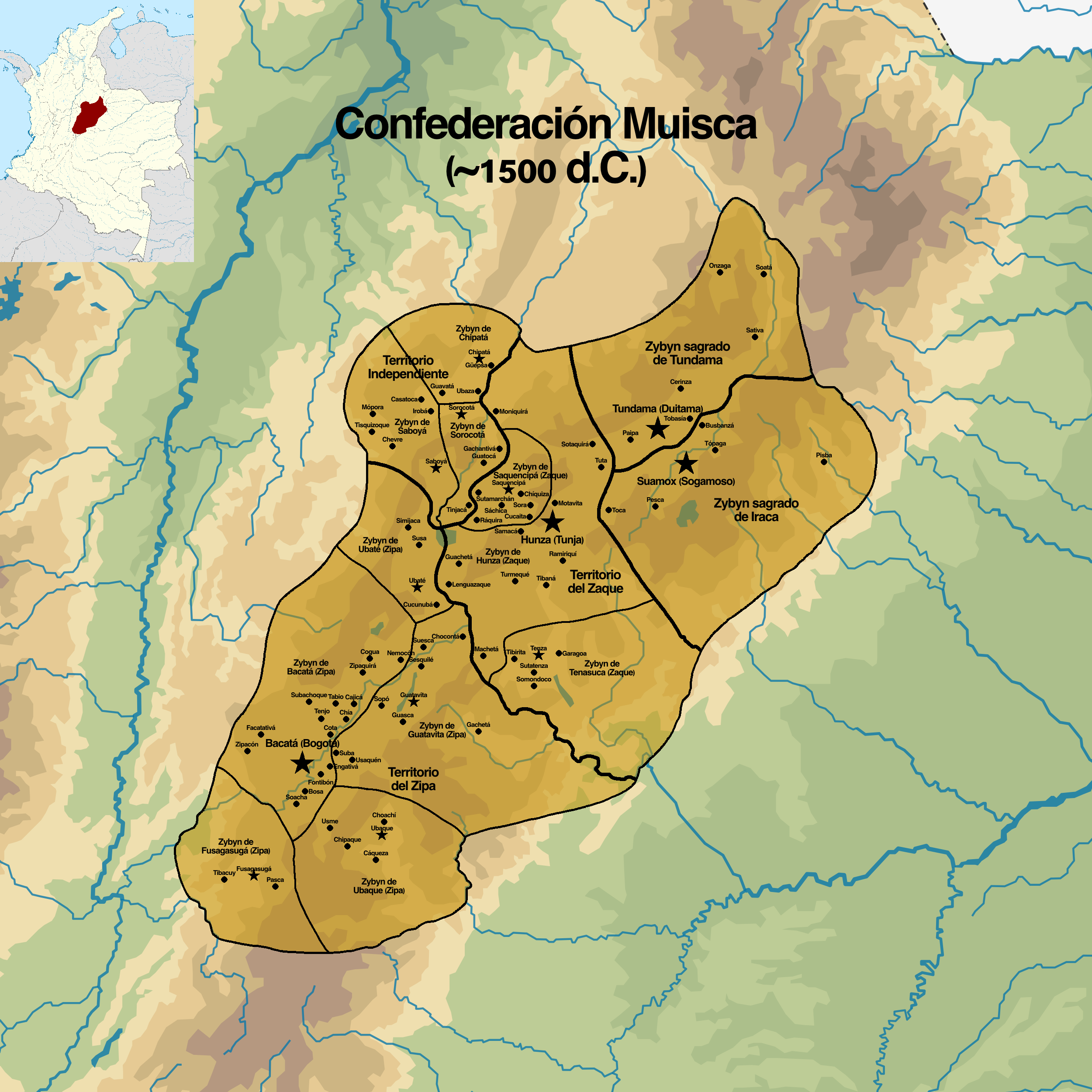
Carte des territoires muiscas à l'arrivée des Espagnols.

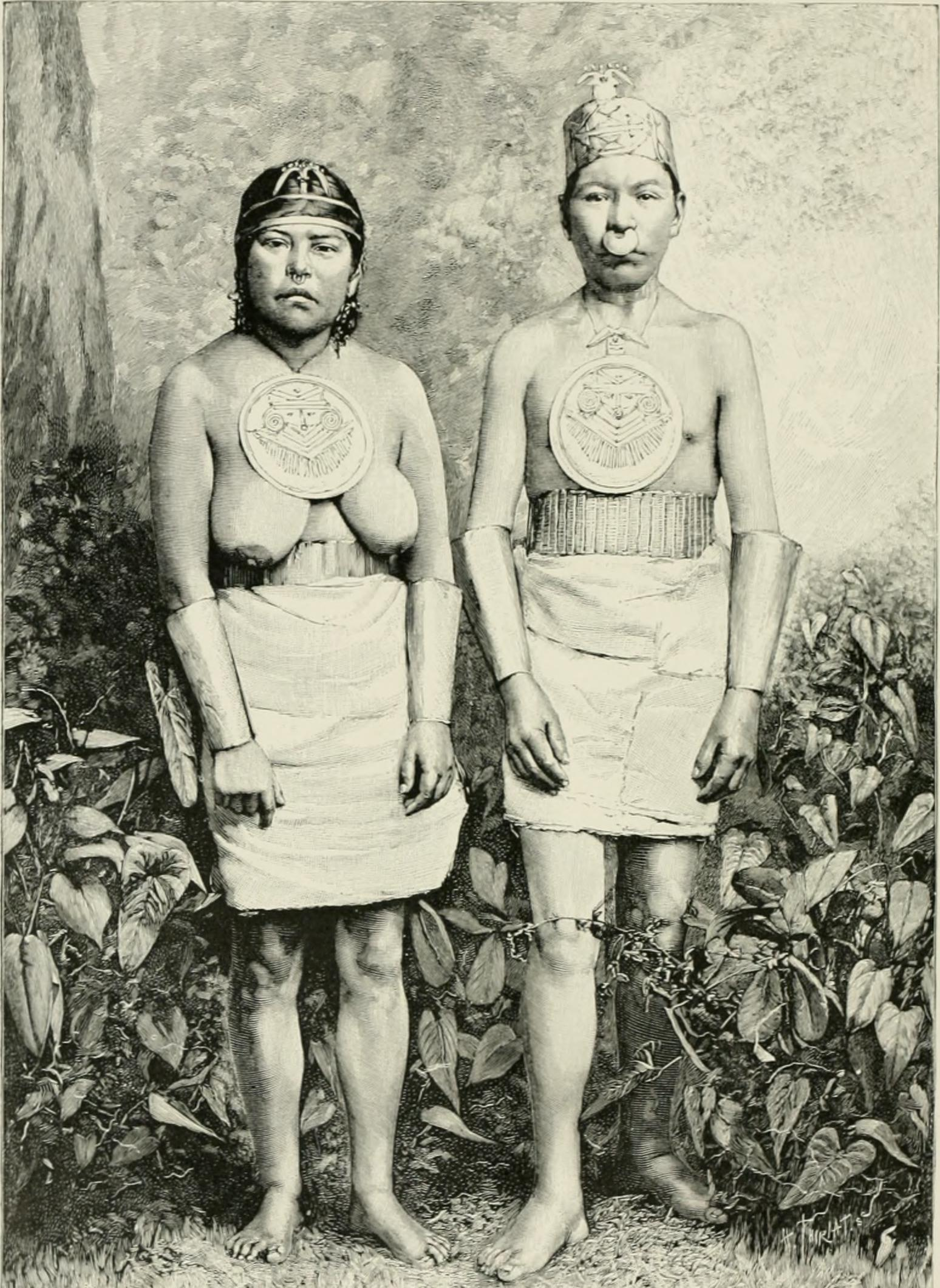
Muiscas.

La fédération Muisca était un système gouvernemental de peuples localisée dans la région de l'Altiplano cundiboyacense, sur la branche orientale de la cordillère des Andes.
Le territoire était divisé en deux grandes unités politiques: au sud-ouest, le territoire était dirigé par le Zipa à Bacatá (Bogota) et était nommé le Zipazgo, au nord-est, le Zaque gouvernait depuis Hunza (Tunja) son Zacazgo. Ces deux territoires gouvernés par deux mandataires différentes gardaient des relations économiques étroites. Les échanges étaient nombreux non seulement grâce à leur proximité géographique mais aussi à leur partage ethnique et culturel.
Le territoire aussi comprenait quelques zones gouvernées par des caciques indépendants ou vassaux.
- Le territoire du Zipa était divisé en cinq caciquats :

1. Caciquat de Bacatá : Funza, Tenjo, Subachoque, Facatativá, Tabio, Cota, Chía, Cajicá, Zipaquirá, Nemocón, Engativá, Bosa, Soacha et Zipacón.
2. Caciquat de Guatavita : Guatavita, Sesquilé, Guasca, Sopó, Usaquén, Tuna, Suba, Teusacá, Gachetá, Chocontá et Suesca entre autres.
3. Caciquat de Ubaque : Ubaque, Choachí, Chipaque, Cáqueza et Usme.
4. Caciquat de Fusagasugá : Fusagasugá, Pasca et Tibacuy.
5. Caciquat de Ubaté : Ubaté, Cucunubá, Simijaca et Susa.

- Le territoire du Zaque de Hunza (Tunja)  était également divisé en cinq caciquats :

1. Caciquat de Hunza : Guachetá, Icabuco, Ramiriquí, Machetá, Moniquirá, Motavita, Toca, Tunja, Tuta, Samacá, Sotaquirá, Lenguazaque, Turmequé, entre autres.
2. Caciquat de Tenasuca Tenza : Garagoa, Sutatenza, Somondoco, Soratá, Tenasuca, Tibirita.
3. Caciquat de Saquencipá (Villa de Leyva) : Ráquira, Sutamarchán, Sáchica, Sora, Cucaita, Chíquiza.

- D'autres caciquats vassaux ou indépendants, tels que :

1. Caciquat du Tundama de Duitama (vassal du Zaque de Hunza) : Duitama, Tobasía, Paipa, Cerinza, Ocavita, Onzaga, Soatá, Sátiva.
2. Caciquat du Iraca de Suamox (vassal du Zaque de Hunza) : Suamox (Sogamoso), Bombaza, Busbanzá, Pesca, Pisba, Tópaga.
3. Caciquat de Saboyá (indépendant),
4. Caciquat de Charalá (indépendant),
5. Caciquat de Chipatá (indépendant),
6. Caciquat de Tacasquira (indépendant), Paysage de l'Altiplano Cundiboyacense, département de Cundinamarca, Colombie.

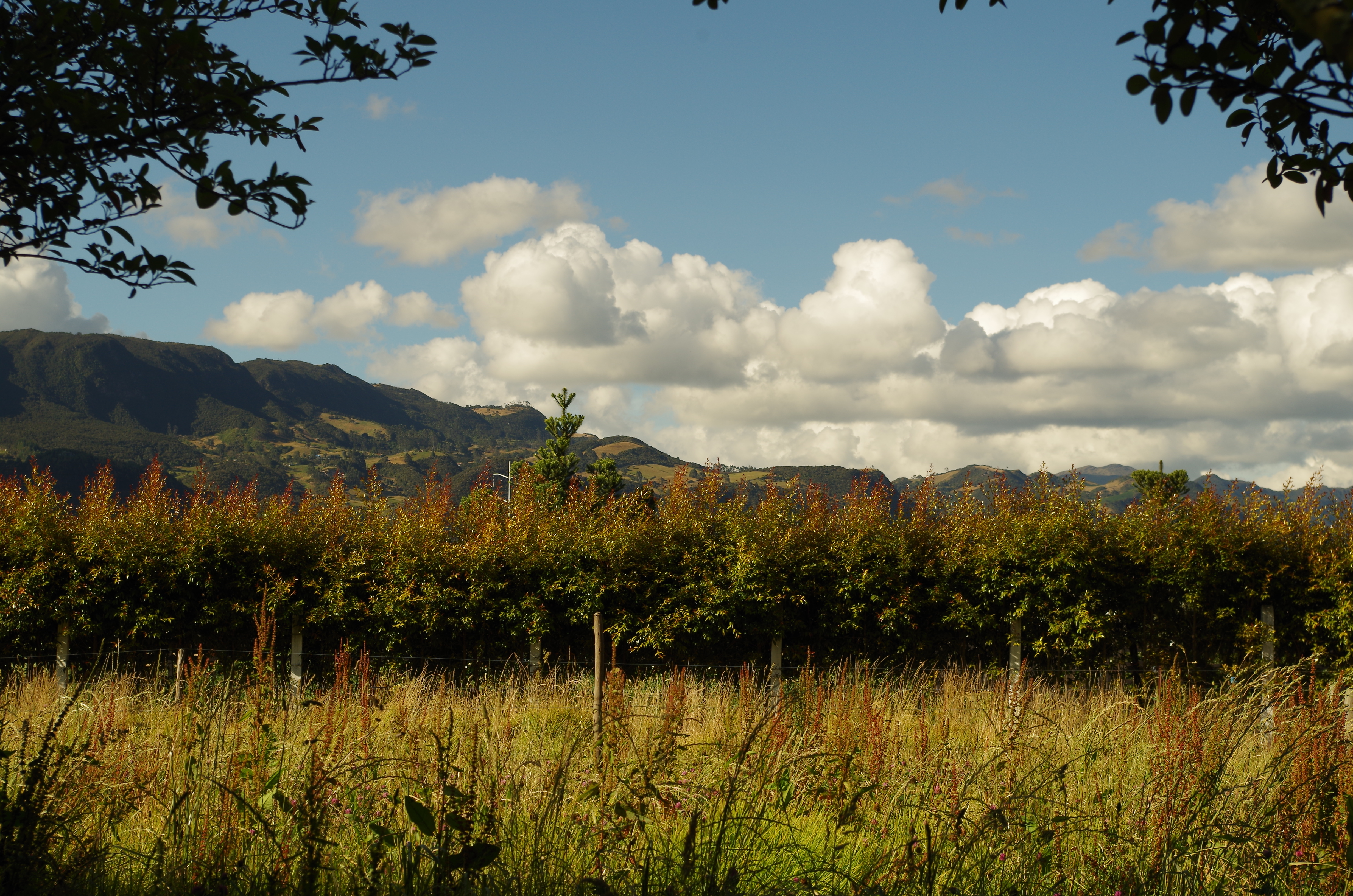
Paysage de l'Altiplano Cundiboyacense, département de Cundinamarca, Colombie.

7. Caciquat de Tinjacá (indépendant),

### Langue
La langue chibcha, plus souvent appelée muisca, fait partie de la famille chibchane s’étendant d’Amérique centrale (Costa Rica) au cap Guayaquil (à la frontière entre l’Équateur et le Pérou actuel).
Les Tayronas ou Taironas, qui vivent plus au nord, dans la Sierra Nevada, appartiennent à la même famille linguistique.

### Mythe d'Eldorado

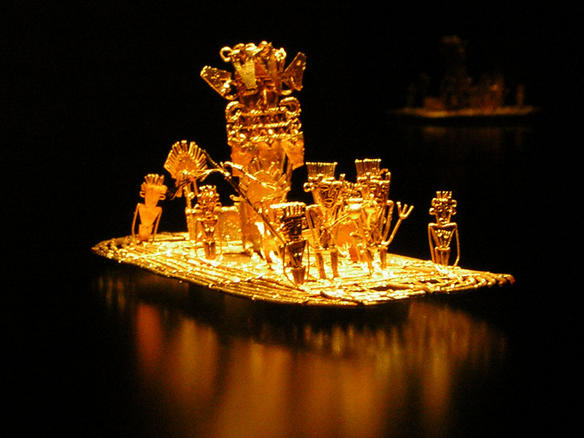
Le Radeau d'or, bijou et offrande muisca.

C'est d'une tradition du peuple Chibcha qu'est né le mythe d'Eldorado (« Le doré »).
En effet, ceux-ci avaient pour coutume de recouvrir de poussière d'or leur nouveau roi lors de la cérémonie d'intronisation. Le nouveau souverain devait briller au soleil comme le fils du soleil qu'il était.
Ce roi devait ensuite se baigner dans le lac sacré de Guatavita, pendant que la foule en liesse jetait des objets de valeur dans les flots.
Cette cérémonie ne serait pas un mythe ; de nombreux objets présentés au musée de l'or de Bogota en témoignent, notamment la balsa de oro (radeau d'or).

### Habitat
Les maisons communautaires des Chibchas (malocas) étaient rondes, faites de bois et de chaume.